# Malik Allen
Malik Omar Allen (Willingboro, Nueva Jersey, 27 de junio de 1978) es un exjugador de baloncesto estadounidense que disputó 10 temporadas en la NBA y que actualmente es entrenador asistente en los Miami Heat. Con 2,08 metros de altura, jugaba en la posición de ala-pívot.

## Carrera

### Universidad
Procedente del Instituto Shawnee en Medford, Nueva Jersey (donde ganó dos campeonatos estatales), Allen disputó cuatro años en la Universidad de Villanova, promediando 9 puntos y 5.7 rebotes con un 51.6% en tiros de campo en 125 partidos, 93 de ellos como titular. En cada una de las tres temporadas, sus promedios anotadores y reboteadores mejoraron respecto a los de la campaña anterior. En su año sénior fue nombrado en el segundo mejor quinteto de la Big East Conference firmando 14.2 puntos, 7.4 rebotes y 1.88 tapones por partido. Allen es uno de los 22 jugadores en la historia de los Wildcats en anotar más de 1000 puntos y coger más de 500 rebotes tras finalizar su carrera universitaria con 1131 puntos y 708 rebotes.

### Ligas menores y NBA
Ya que no fue elegido en el Draft de la NBA de 2000, Allen se tuvo que buscar la vida en la ABA jugando en San Diego WildFire y en la International Basketball League con Trenton en la 2000-01.
Miami Heat le fichó como agente libre en la temporada 2001-02, jugando 12 partidos y perdiéndose 35 paor lesión. En su segunda temporada en los Heat disputó 80 partidos, 73 de ellos como titular, promediando 9,6 puntos y 5,3 rebotes por noche en 29 minutos de juego. Tras tres temporadas y media en los Heat, fue traspasado a Charlotte Bobcats el 24 de febrero de 2005 a cambio de Steve Smith. 
En verano de 2005 firmó como agente libre con Chicago Bulls, donde ha jugado las últimas dos temporadas con promedios cercanos a los 5 puntos y 3 rebotes por noche. En 2007 es traspasado a New Jersey Nets. 
El 19 de febrero de 2008 fue traspasado a Dallas Mavericks junto con Jason Kidd y Antoine Wright a cambio de Devin Harris, Trenton Hassell, Maurice Ager, DeSagana Diop, Keith Van Horn y las elecciones de primera ronda de los drafts de 2008 y 2010. El 17 de julio de 2008 fichó por Milwaukee Bucks.
En julio de 2009 fue traspasado a Denver Nuggets a cambio de Sonny Weems y Walter Sharpe.
En septiembre de 2010 fichó por Orlando Magic.

### Entrenador
El 7 de agosto de 2014, se anunció su nombramiento como técnico asistente de los Detroit Pistons. En Detroit estuvo 4 temporadas, hasta julio de 2018.
En verano de 2019, tras pasar la anterior temporada como asistente en los Timberwolves, firma para ser asistente de los Miami Heat.

## Estadísticas de su carrera en la NBA

### Temporada regular
| Año     | Equipo     | PJ  | PT  | MPP  | %TC  | %3P   | %TL  | RPP | APP | ROB | TPP | PPP |
| ------- | ---------- | --- | --- | ---- | ---- | ----- | ---- | --- | --- | --- | --- | --- |
| 2001–02 | Miami      | 12  | 2   | 13.4 | .431 | .000  | .800 | 3.2 | .4  | .2  | .7  | 4.3 |
| 2002–03 | Miami      | 80  | 73  | 29.0 | .424 | .000  | .802 | 5.3 | .7  | .5  | 1.0 | 9.6 |
| 2003–04 | Miami      | 45  | 6   | 13.7 | .419 | .000  | .758 | 2.6 | .4  | .3  | .6  | 4.2 |
| 2004–05 | Miami      | 14  | 0   | 17.7 | .461 | .000  | .929 | 3.7 | .8  | .3  | .8  | 5.9 |
| 2004–05 | Charlotte  | 22  | 1   | 12.3 | .485 | .000  | .929 | 2.1 | .3  | .2  | .5  | 5.0 |
| 2005–06 | Chicago    | 54  | 20  | 13.0 | .490 | 1.000 | .605 | 2.6 | .4  | .3  | .3  | 4.9 |
| 2006–07 | Chicago    | 60  | 1   | 10.6 | .415 | .000  | .824 | 2.0 | .3  | .3  | .3  | 4.0 |
| 2007–08 | New Jersey | 48  | 12  | 15.9 | .475 | .500  | .923 | 2.7 | .6  | .3  | .4  | 5.4 |
| 2007–08 | Dallas     | 25  | 4   | 13.3 | .500 | .000  | .917 | 2.7 | .6  | .2  | .4  | 3.1 |
| 2008–09 | Milwaukee  | 49  | 3   | 11.8 | .429 | .000  | .476 | 2.1 | .7  | .1  | .2  | 3.2 |
| 2009–10 | Denver     | 51  | 3   | 8.9  | .397 | .167  | .923 | 1.6 | .3  | .2  | .1  | 2.1 |
| 2010–11 | Orlando    | 18  | 0   | 9.9  | .355 | .000  | .500 | 1.8 | .2  | .1  | .2  | 1.3 |
| Total   | Total      | 478 | 125 | 15.2 | .439 | .188  | .778 | 2.8 | .5  | .3  | .5  | 4.9 |

### Playoffs
| Año   | Equipo  | PJ | PT | MPP  | %TC  | %3P  | %TL  | RPP | APP | ROB | TPP | PPP |
| ----- | ------- | -- | -- | ---- | ---- | ---- | ---- | --- | --- | --- | --- | --- |
| 2004  | Miami   | 10 | 0  | 13.8 | .449 | .000 | .667 | 3.0 | .4  | .2  | .9  | 5.0 |
| 2006  | Chicago | 6  | 6  | 19.3 | .467 | .000 | .000 | 3.0 | 1.2 | .3  | 1.0 | 4.7 |
| 2007  | Chicago | 5  | 0  | 6.8  | .167 | .000 | .000 | 1.4 | .2  | .2  | .2  | .8  |
| 2008  | Dallas  | 3  | 0  | 6.0  | .000 | .000 | .000 | .0  | .0  | .0  | .0  | .0  |
| 2010  | Denver  | 4  | 0  | 2.8  | .000 | .000 | .000 | .8  | .0  | .2  | .0  | .0  |
| Total | Total   | 28 | 6  | 11.3 | .409 | .000 | .600 | 2.1 | .4  | .2  | .6  | 2.9 |

## Vida personal
Malik es hijo de Tracey Allen. Conoció a su esposa Kara (Saylor) en Villanova y se casaron el 16 de junio de 2005 en Filadelfia. Se licenció en comunicaciones en Villanova.